# Oettern-Bremke
Oettern-Bremke este un cartier al orașului Detmold din landul Renania de Nord - Westfalia, Germania. Cartierul se află la cca 5 km de centru. Cartierele vecine sunt: Bentrup, Loßbruch, Klüt, Jerxen-Orbke și Niewald.